# آپارامان-تپویی
آپارامان-تپویی (به اسپانیایی: Aparamán) یک کوه در ونزوئلا است که در ایالت بولیوار واقع شده‌است. آپارامان-تپویی ۲٬۱۰۰ متر بالاتر از سطح دریا واقع شده‌است.